# Acide pectique
L'acide pectique ou acide polygalacturonique est un acide organique polymère non hydrosoluble de l'acide galacturonique.
C'est le produit de la dégradation de la pectine par une pectinase.